# کاروانسرای آشاغی (شکی)
کاروانسرای «آشاغی» (شکی) (به ترکی آذربایجانی: Aşağı Karvansara Şəki) کاروانسرایی واقع در شهر باستانی شکی جمهوری آذربایجان می‌باشد. این کاروانسرا در خیابان «میرزا فتحعلی آخوندزاده» قرار دارد.

## تاریخ
از آنجایی که شکی از شهرهای تجاری و صنعتی قدیمی آذربایجان بوده‌است، کاروانسراهای متعددی در آن شهر بنا گردیده‌است. در قرون ۱۸ تا ۱۹، ۵ قلم کاروانسرا همچون کاروانسراهای «اصفهان»، «تبریز»، «لزگی، «ارمنی» و «کاروانسرای تازه» در شکی وجود دشته است، که ۲ تا از آنها – کاروانسرای «یوخاری» (بالا)، و کاروانسرای «آشاغی» (پایین) باقی مانده‌است.
این دو اثر که به [[۱۸|قرن ۱۸]] تعلق دارند، توسط اوستاهای محلی بنا شده‌اند. این تخمین‌ها نیز وجود دارد، که کاروانسرای «آشاغی» متعلق به قرون ۱۶-۱۸ است.

## طرح کاروانسرا
کاروانسراهای شکی نیز نظیر سایرین برای توقف و اقامت کاروانها و سیاحان تأسیس شده‌اند؛ ولی در این کاروانسراها بر خلاف دیگران، اتاقهای مخصوصی بابت انجام گفتگوهای تجاری مختلفی و بستن قراردادهای مبادله در کنار اتاق‌های استراحت ساخته شده‌اند.
ارتفاع مشرف بر خیابان کاروانسرا ۱۲ متر و قسمت‌های شرقی و غربیش ۱۰ متر می‌باشد. کاروانسرای «آشاغی» که در قلمرویی ۸۰۰۰ متری قرار گرفته‌است، دربرگیرندهٔ ۲۴۲ اتاق و چهار در می‌باشد. نمای کاروانسرایی که در سمت جنوب- شرقی سه طبقه و در سمت حیاط دو طبقه است، مشرف بر رود است. یک استخر نیز در حیاط کاروانسرا وجود دارد.
تمامی تمهیدات لازمه جهت راحتی و امنیت خود و اموال تجار هنگام ساخت کاروانسرا ایجاد گردیده‌است.